# 가스 누출
가스 누출(gas leak)이란 천연가스나 기타 가스 생성물이 파이프라인이나 기타 격납 시설에서 가스가 있어서는 안 되는 구역으로 누출되는 것을 의미한다. 가스 누출은 환경은 물론 건강에도 해로울 수 있다. 건물이나 기타 밀폐된 공간에 작은 누출이라도 점진적으로 폭발성 또는 치명적인 가스 농도를 축적할 수 있다. 천연가스 누출과 냉매 가스가 대기 중으로 누출되는 것은 지구 온난화 가능성과 오존층 파괴 가능성 때문에 특히 유해하다.
산업 운영 및 장비와 관련된 가스 누출은 일반적으로 비산 배출로도 알려져 있다. 화석 연료 추출 및 사용으로 인한 천연 가스 누출은 비산 가스 배출로 알려져 있다.

## 같이 보기
- 가스 검지기
- 2022년 노르트스트림 가스관 폭발